# Робърт Редфорд
Робърт Редфорд (на английски: Robert Redford) е американски актьор, режисьор и продуцент.

## Биография
След като завършва гимназия в Лос Анджелис, в 1954 започва да учи в Университета в Колорадо на пълна стипендия благодарение на качествата си на бейзболен играч. Бейзболът му помага да запази добра спортна форма в продължение на много години. На следващата година майка му умира от рак, той започва да пие и губи стипендията си. През 1956 заминава за Франция и Италия и се отдава на бохемски живот. Завръща се в Щатите през 1957 и на следващата година се жени за Лола Джин Ван Вагенен (Lola Jean Van Wagenen) от мормонските среди в щата Юта. Младоженците се местят в Ню Йорк, където Робърт Редфорд се записва да учи живопис в института Прат. Имат три деца – две момичета и едно момче, четвъртото умира от рядка болест.
В началото на 60-те Робърт Редфорд закупува парцел земя в Юта, който сега се е превърнал в огромно владение. Там през 1980 година създава Института Сънданс, а от 1983 година и независимия Сънданс кинофестивал. Името взима от хита си с Пол Нюман Буч Касиди и Сънданс Кид.

## Филмография

### Като актьор
1. 1965 — Вътрешният свят на Дейзи Клоувър / Inside Daisy Clover
2. 1966 — Преследването / The Chase; Гарата на изгубените / This Property Is Condemned
3. 1967 — Боси в парка / Barefoot in the Park
4. 1969 — Буч Касиди и Сънданс Кид / Butch Cassidy and the Sundance Kid
5. 1972 — Кандидатът / The Candidate
6. 1972 — Скъпоценният камък / The Hot Rock
7. 1972 — Джеръмая Джонсън / Jeremiah Johnson
8. 1973 — Така както бяхме / The Way We Were
9. 1973 — Ужилването / The Sting
10. 1974 — Великият Гетсби / The Great Gatsby
11. 1975 — Трите дни на кондора / Three Days of the Condor
12. 1976 — Цялото президентско войнство / All the President’s Men
13. 1977 — Един прекалено далечен мост / A bridge too far
14. 1979 — Електрическият конник / The Electric Horseman
15. 1980 — Бръбейкър / Brubaker
16. 1984 — Самоук (Прекрасният) / The Natural
17. 1985 — Отвъд Африка / Out of Africa
18. 1986 — Орли на правосъдието / Адвокати Асове / Legal Eagles
19. 1988 — Войната в бобовите полета на Милагро / The Milagro Beanfield War
20. 1990 — Хавана / Havana
21. 1992 — Тук тече река / A River Runs Through It
22. 1992 — Експертите / Sneakers
23. 1993 — Неприлично предложение / Indecent Proposal
24. 1996 — Поверително и лично / Up Close and Personal
25. 1998 — Повелителят на конете / The Horse Whisperer
26. 2001 — Последният замък / The Last Castle
27. 2001 — Шпионски игри / Spy Game
28. 2005 — Незавършен живот / An Unfinished Life
29. 2006 — Паяжината на Шарлот / Charlotte's Web (само глас)
30. 2007 — Офицери и пешки / Lions for Lambs
31. 2012 — The Company You Keep
32. 2013 — Всичко е загубено / All Is Lost
33. 2014 — Завръщането на първия отмъстител / Captain America: The Winter Soldier
34. 2016 — Драконът, моят приятел / Pete's Dragon
35. 2017-Душите ни в нощта / ‘’Our souls at night’’
36. 2018 — Старецът и оръжието / The Old Man & the Gun
37. 2019 — Отмъстителите: Краят / Avengers: Endgame

### Като режисьор
| година | филм                                 | оригинално заглавие        | бележки |
| ------ | ------------------------------------ | -------------------------- | ------- |
| 1980   | Обикновени хора                      | Ordinary People            |         |
| 1988   | Войната в бобовите полета на Милагро | The Milagro Beanfield War  |         |
| 1992   | Тук тече река                        | A River Runs Through It    |         |
| 1994   | Телевизионно състезание              | Quiz Show                  |         |
| 1998   | Повелителят на конете                | The Horse Whisperer        |         |
| 2000   | Легенда за Багър Ванс                | The Legend of Bagger Vance |         |
| 2007   | Офицери и пешки                      | Lions for Lambs            |         |
| 2010   | Конспираторът                        | The Conspirator            |         |
| 2012   | Хората на които държиш               | The Company You Keep       |         |